# جورج دافي سميث
جورج دافي سميث (بالإنجليزية: George Davey Smith)‏ هو عالم وبائيات ‏ بريطاني، ولد في 9 مايو 1959.